# Haplosyllis agelas
Haplosyllis agelas är en ringmaskart som beskrevs av Uebelacker 1982. Haplosyllis agelas ingår i släktet Haplosyllis och familjen Syllidae. Inga underarter finns listade i Catalogue of Life.